# Rajd Zimowy Katowice – Zakopane 1960
6. Rajd Zimowy Katowice – Zakopane – 6. edycja Rajdu Zimowego Katowice – Zakopane. Był to rajd samochodowy rozgrywany od 11 do 13 marca 1960 roku. Była to pierwsza runda Rajdowych Samochodowych Mistrzostw Polski w roku 1960. Rajd składał się z następujących prób sportowych: 2 próby zwrotności, 2 próby przyspieszenia i 1 próba szybkości górskiej. Został rozegrany na nawierzchni asfaltowej. Zwycięzcą został Ksawery Frank.

## Wyniki końcowe rajdu[1][2]
| Miejsce | Kierowca                | Pilot           | Samochód          | Klasa | Punkty |
| ------- | ----------------------- | --------------- | ----------------- | ----- | ------ |
| 1       | Ksawery Frank           | Marek Wachowski | Opel Kapitän      | XI    | 1      |
| 2       | Andrzej Żymirski        |                 | Fiat 1100 TV      | VII   | 2      |
| 3       | Jerzy Dobrzański        |                 | Fiat 600          | IV    |        |
| 4       | Tadeusz Dembowy         |                 | FSO Warszawa M 20 | XIa   |        |
| 5       | Jan Wojtowicz           |                 | Renault Dauphine  | V     |        |
| 5       | Sobiesław Zasada        |                 | Simca Aronde P60  | VIII  |        |
| 6       | Bolesław Ćwirko-Godycki |                 | Wartburg 311      | VI    |        |
| 7       | Zygmunt Szczęśniak      |                 | Citroën BL 11     | IX    |        |
| 8       | Antoni Weiner           |                 | Simca Aronde      | VIII  |        |
| 9       | Stanisław Plucha        |                 | FSO Warszawa M 20 | XIa   |        |
| 10      | Marian Gniazdowski      |                 | Renault Dauphine  | V     |        |